# Сосенка (Калужская область)
Сосенка — деревня в Козельском районе Калужской области. Входит в состав Сельского поселения «Деревня Дешовки».
Расположено примерно в 7 км к юго-востоку от города Козельск.

## Население
На 2010 год население составляло 20 человек.